# 얼리사 캠플린
얼리사 피타 캠플린 AM(영어: Alisa Peta Camplin AM, 1974년 11월 10일~)은 오스트레일리아의 은퇴한 프리스타일 스키 선수로 주 종목은 에어리얼이다. 2002년 동계 올림픽에서 여자 에어리얼 금메달을 획득했으며 오스트레일리아 최초의 올림픽 금메달을 획득한 스키 선수이다. 이후 2006년 동계 올림픽 여자 에어리얼에서 동메달을 획득하여 오스트레일리아 동계 올림픽 참가 선수 중 최초로 2회 연속으로 메달을 획득한 선수가 되었다.

## 수상

### 수훈
- 오스트레일리아 훈장 메달(2007년 1월 26일)
- 오스트레일리아 훈장 구성원(2019년 6월 19일)
- 오스트레일리아 스포츠 메달(2000년 2월 8일)